# IX съезд КПК
IX съезд Коммунистической партии Китая проходил с 1 по 24 апреля 1969 года в Пекине. На съезде присутствовало 1512 делегата. Общая численность КПК в тот момент составляла 22 млн членов.

## Подготовка к съезду
В октябре 1968 года в Пекине состоялся XII пленум ЦК КПК, на котором было принято решение о созыве IX съезда партии. На пленуме были одобрены все действия маоистов во время «культурной революции». Пленум одобрил директиву Мао «огонь по штабам». В коммюнике XII пленума этот «штаб» провозглашался «единственным руководящим органом всей партии, всей армии, всей страны». Бывшие партийные органы были лишены всех прав. Как разъяснил в 1968 году Се Фучжи, «они могут лишь изучать идеи Мао Цзэдуна». И напротив, беспартийные цзаофани «имеют право вмешиваться в работу по реорганизации партии». «Реорганизация и упорядочение» партии было поручено «ревкомам» и специальным армейским частям. В самих «ревкомах» были образованы «руководящие ядра», которые набирали в партию активистов «культурной революции».

## Проведение съезда
В результате проходившей в стране культурной революции значительное число партийных организаций, от провинциальных до первичных, не функционировали, а подавляющее большинство коммунистов не принимало участия в партийной жизни.
На съезде Линь Бяо, министр обороны КНР, от имени ЦК сделал политический доклад, ядром которого стала «теория продолжения революции в условиях диктатуры пролетариата». В докладе говорилось о формировании и значении этой теории, упоминалось о её руководящей роли в ходе подготовки и осуществления «культурной революции», всемерно пропагандировались и усиленно рекламировались её «великий вклад» и «громадные успехи».
В раздел общих положений партийного Устава был включен тезис о том, что Линь Бяо является «преемником» Мао Цзэдуна. Съезд, способствовавший узакониванию теории и практики «культурной революции», укрепил позиции Линь Бяо, Цзян Цин и их сторонников в ЦК.
На съезде был обозначен курс на то, чтобы «добиваться мирного сосуществования со странами с иным общественным строем на основе пяти принципов… и бороться против империалистической политики агрессии и войны». Вместе с тем, была провозглашена борьба с империализмом, советским ревизионизмом и реакционерами всех стран. Соединенные Штаты были названы главным врагом народов всего мира, был сделан вывод о вероятности агрессивной войны (в том числе ядерной) против Китая.
На IX съезде не рассматривались никакие экономические вопросы. Программа строительства социализма была заменена установками на «непрерывную революцию», на ведение «классовой борьбы» внутри страны и вне её.
IX съезд избрал новый Центральный Комитет КПК в составе 170 членов и 109 кандидатов в члены ЦК КПК. В их число вошли только 53 члена и кандидата в члены ЦК КПК 8-го созыва. На первом пленуме ЦК КПК 9-го созыва Мао Цзэдун был избран Председателем ЦК КПК, а Линь Бяо — заместителем Председателя. На том же пленуме Мао Цзэдун, Линь Бяо, Чэнь Бода, Чжоу Эньлай и Кан Шэн были избраны членами Постоянного Комитета Политбюро ЦК КПК. В Политбюро впервые были избраны женщины: Цзян Цин (жена Мао) и Е Сюнь (жена Линь Бяо).

## Итоги
На съезде окончательно на официальном уровне была закреплена маоистская идеология. «КПК — партия, созданная и взращённая Мао Цзэдуном», — заявил на съезде Линь Бяо. Была окончательно осуждена политика Лю Шаоци и Дэн Сяопина. В китайских газетах сообщалось, что со времени «культурной революции» в партию только в Пекине принято 60 тыс. новых членов. 78 % из них, как отмечала печать, это крестьяне-бедняки, низшие середняки, а бо́льшую часть составляет молодёжь в возрасте до 35 лет, то есть это всё те же хунвэйбины и цзаофани. «Все они — передовые элементы, проявившие себя в культурной революции, в кампании по критике ревизионизма и упорядочению стиля», — писала «Жэньминь жибао». Для того чтобы кампания по «вливанию свежей крови» проходила более активно, была организована целая система подготовки и отбора преданных «идеям Мао Цзэдуна» людей. Создавались специальные курсы и школы обучения идеям Мао, «подправленной» истории КПК и т. п. В период после съезда особенно активно в партию выдвигалась молодёжь. Так, в Пекине с 1969 по 1973 годы из комсомола в партию было переведено более 47 тыс. чел., в Тибете — более 1200, во Внутренней Монголии — более 10 тысяч. По статистике, на 1970—1973 годы в КПК было принято около 10—12 млн человек, главным образом хунвэйбинов и активистов «культурной революции».